# Nima
För andra betydelser, se Nima (olika betydelser).
Nima är ett iranskt mansnamn. Det fanns år 2010 528 män och även 72 kvinnor som hade Nima som förnamn i Sverige, varav 415 respektive 66 som tilltalsnamn..

## Kända personer
- Nima Dervish, f.d. krönikör på Aftonbladet och Stockholm City